# سواروزرو
سواروزرو (به لاتین: Svarozero) یک منطقهٔ مسکونی در روسیه است که در استان آرخانگلسک واقع شده‌است.